# Louis Conneau
Louis Napoléon Eugène Joseph Conneau, född den 9 januari 1856 i Paris, död den 29 januari 1930 i Chaville, var en fransk militär.
Conneau blev officer vid kavalleriet 1876 och tjänstgjorde som regementsofficer i Algeriet. Han blev överste och regementschef 1903 samt befordrades till divisionsgeneral och chef för 10:e kavallerifördelningen (Limoges) 1913. Under första världskriget förde Conneau från 18 september 1914 till 2 mars 1917 1:a kavallerikåren samt tidtals även en av första och andra kavallerikårerna bildad 
"kavallerigrupp" ("Conneaus kavalleri"), varefter han blev befälhavare över Châlons-sur-Marnes försvarsområde. Han avgick ur aktiv tjänst 1919.